# Daniel Friberg
Daniel Friberg (ur. 14 września 1989 w Brigels) – szwajcarski snowboardzista. Nie startował na igrzyskach olimpijskich. Na mistrzostwach świata najlepszy wynik uzyskał na MŚ w Kangwŏn, gdzie zajął 29. miejsce w halfpipe’ie. Najlepsze wyniki w Pucharze Świata osiągnął w sezonie 2006/2007, kiedy to zajął 36. miejsce w klasyfikacji generalnej, a w klasyfikacji halfpipe’a był ósmy. Jest mistrzem świata juniorów w hlafpipe'ie z 2008 r.

## Sukcesy

### Mistrzostwa Świata
| Miejsce | Dzień       | Rok  | Miejscowość | Konkurencja | Zwycięzca |
| ------- | ----------- | ---- | ----------- | ----------- | --------- |
| 29.     | 23 stycznia | 2009 | Kangwŏn     | Halfpipe    | Ryō Aono  |

### Puchar Świata

#### Miejsca w klasyfikacji generalnej
- 2006/2007 - 36.
- 2007/2008 - 73.
- 2008/2009 - 199.
- 2009/2010 - 69.

#### Miejsca na podium
1. Stoneham – 18 marca 2007 (Halfpipe) - 1. miejsce